# Diksnavelmezen
Paradoxornithidae (diksnavelmezen) is een familie van vogels uit de orde van de zangvogels. Diksnavelmezen werden vroeger gerekend tot de mezen, maar DNA-onderzoek naar de taxonomie van de vogels uit de jaren 1990 wees uit dat deze hele groep helemaal niet verwant is aan de mezen, maar eerder aan de grasmussen (Sylviidae). Daardoor wordt deze groep vaak beschouwd als een eigen familie.

## Kenmerken van de diksnavelmezen
Deze vogels hebben een bijzonder gevormde snavel met gegolfde rand. De lichaamslengte varieert van 10 tot 28 cm. De vogels zijn geen goede vliegers, maar wel behendige klauteraars tussen takken. Ze leven in groepen. Diksnavelmezen leven voornamelijk in tropische klimaten, met name in de Himalaya en China komen veel soorten voor. Eén soort, de bruinkopdiksnavelmees (Suthora webbiana) komt als exoot voor in Italië en sinds 1997 ook in Nederland.

## Geslachten
Deze familie telt 38 soorten in 10 geslachten:
- Geslacht Myzornis - 1 soort: Vuurstaartje
- Geslacht Moupinia - 1 soort: Roodstaartmoupinia
- Geslacht Lioparus - 1 soort: Gouden fulvetta
- Geslacht Chrysomma - 2 soorten timalia's
- Geslacht Rhopophilus - 2 soorten witbrauwzangers
- Geslacht Fulvetta - 8 soorten fulvetta's
- Geslacht Chamaea - 1 soort: Winterkoningmees
- Geslacht Paradoxornis - 10 soorten diksnavelmezen
- Geslacht Suthora - 12 soorten diksnavelmezen